# Stelodoryx phyllomorpha
Stelodoryx phyllomorpha är en svampdjursart som beskrevs av Claude Lévi 1993. Stelodoryx phyllomorpha ingår i släktet Stelodoryx och familjen Myxillidae.
Artens utbredningsområde är havet kring Nya Kaledonien. Inga underarter finns listade i Catalogue of Life.